# تینت لب
تینت لب (انگلیسی: Lip tint) یا لکه لب (انگلیسی: Lip stain)، یک محصول آرایشی است که برای رنگ کردن لب‌ها معمولاً به صورت مایع یا ژل استفاده می‌شود. به‌طور کلی با باقی گذاشتن لکه رنگی روی لب‌ها، بیشتر از رژ لب باقی می‌ماند.
با این حال، می‌تواند لب‌ها را خشک کند و برای زمستان توصیه نمی‌شود.